# Copa Intertoto 1986
La Copa Intertoto 1986 es la 26.ª edición de este torneo de fútbol a nivel de clubes de Europa. Participaron 48 equipos de asociaciones miembros de la UEFA, 4 más que en la edición anterior.
No se declaró un campeón definido, ya que los ganadores de cada grupo ganaron la copa, pero se considera al Lyngby de Dinamarca como el campeón por ser el club que mostró el mejor desempeño en el torneo.

## Fase de grupos
Los 48 equipos fueron distribuidos en 12 grupos de 4 equipos, en donde el vencedor de cada grupo ganó la copa y el premio monetario del torneo.

### Grupo 1
| Club               | G | E | P | GF | GC | Pts. |
| ------------------ | - | - | - | -- | -- | ---- |
| Fortuna Düsseldorf | 3 | 2 | 1 | 17 | 7  | 8    |
| MTK                | 2 | 3 | 1 | 13 | 10 | 7    |
| Liège              | 2 | 1 | 3 | 7  | 14 | 5    |
| NEC                | 1 | 2 | 3 | 7  | 13 | 4    |

|     | FOR | MTK | LIE | NEC |
| --- | --- | --- | --- | --- |
| FOR |     | 3-3 | 5-0 | 3-0 |
| MTK | 0-0 |     | 5-2 | 2-2 |
| LIE | 0-3 | 3-0 |     | 1-1 |
| NEC | 4-3 | 0-3 | 0-1 |     |

### Grupo 2
| Club            | G | E | P | GF | GC | Pts. |
| --------------- | - | - | - | -- | -- | ---- |
| Union Berlin    | 4 | 1 | 1 | 11 | 8  | 9    |
| Bayer Uerdingen | 4 | 0 | 2 | 13 | 8  | 8    |
| Lausanne Sports | 2 | 1 | 3 | 7  | 6  | 5    |
| Standard Liège  | 1 | 0 | 5 | 6  | 15 | 2    |

|     | UNI | UER | LAU | STA |
| --- | --- | --- | --- | --- |
| UNI |     | 3-2 | 1-0 | 4-1 |
| UER | 3-0 |     | 2-1 | 3-1 |
| LAU | 1-1 | 2-0 |     | 3-1 |
| STA | 1-2 | 1-3 | 1-0 |     |

### Grupo 3
| Club          | G | E | P | GF | GC | Pts. |
| ------------- | - | - | - | -- | -- | ---- |
| Malmö FF      | 3 | 1 | 2 | 13 | 5  | 7    |
| Videoton      | 2 | 2 | 2 | 7  | 7  | 6    |
| Górnik Zabrze | 3 | 0 | 3 | 5  | 6  | 6    |
| Rosenborg     | 1 | 3 | 2 | 5  | 12 | 5    |

|     | MAL | VID | GOR | ROS |
| --- | --- | --- | --- | --- |
| MAL |     | 2-0 | 3-1 | 7-0 |
| VID | 2-0 |     | 2-0 | 1-1 |
| GOR | 1-0 | 2-0 |     | 0-1 |
| ROS | 1-1 | 2-2 | 0-1 |     |

### Grupo 4
| Club             | G | E | P | GF | GC | Pts. |
| ---------------- | - | - | - | -- | -- | ---- |
| Rot-Weiss Erfurt | 4 | 1 | 1 | 8  | 4  | 9    |
| Kalmar           | 3 | 2 | 1 | 12 | 10 | 8    |
| Vitosha Sofia    | 2 | 2 | 2 | 12 | 11 | 6    |
| Lillestrøm       | 0 | 1 | 5 | 2  | 9  | 1    |

|     | RWE | KAL | VIT | LIL |
| --- | --- | --- | --- | --- |
| RWE |     | 1-0 | 3-1 | 2-1 |
| KAL | 2-1 |     | 5-4 | 0-0 |
| VIT | 0-0 | 3-3 |     | 2-0 |
| LIL | 0-1 | 1-2 | 0-2 |     |

### Grupo 5
| Club           | G | E | P | GF | GC | Pts. |
| -------------- | - | - | - | -- | -- | ---- |
| Sigma Olomouc  | 3 | 1 | 2 | 12 | 11 | 7    |
| Hannover 96    | 2 | 2 | 2 | 10 | 10 | 6    |
| Legia Warszawa | 2 | 2 | 2 | 9  | 9  | 6    |
| Young Boys     | 2 | 1 | 3 | 9  | 10 | 5    |

|     | SIG | H96 | LEG | YOU |
| --- | --- | --- | --- | --- |
| SIG |     | 3-2 | 3-0 | 3-1 |
| H96 | 1-1 |     | 2-2 | 2-1 |
| LEG | 5-1 | 1-0 |     | 0-0 |
| YOU | 2-1 | 2-3 | 3-1 |     |

### Grupo 6
| Club               | G | E | P | GF | GC | Pts. |
| ------------------ | - | - | - | -- | -- | ---- |
| Újpest             | 5 | 0 | 1 | 12 | 6  | 10   |
| AGF                | 3 | 0 | 3 | 8  | 9  | 6    |
| Grasshopper        | 2 | 1 | 3 | 9  | 9  | 5    |
| Admira Wacker Wein | 1 | 1 | 4 | 5  | 10 | 4    |

|     | ÚJP | AAR | GRA | ADM |
| --- | --- | --- | --- | --- |
| ÚJP |     | 1-0 | 3-1 | 2-0 |
| AAR | 2-3 |     | 2-1 | 1-0 |
| GRA | 0-1 | 4-1 |     | 2-1 |
| ADM | 3-2 | 0-2 | 1-1 |     |

### Grupo 7
| Club        | G | E | P | GF | GC | Pts. |
| ----------- | - | - | - | -- | -- | ---- |
| Brøndby     | 4 | 2 | 0 | 16 | 8  | 10   |
| Widzew Łódź | 4 | 1 | 1 | 16 | 11 | 9    |
| Magdeburg   | 1 | 1 | 4 | 12 | 15 | 3    |
| St. Gallen  | 1 | 0 | 5 | 6  | 16 | 2    |

|     | BRO | WID | MAG | STG |
| --- | --- | --- | --- | --- |
| BRO |     | 3-0 | 4-3 | 3-0 |
| WID | 3-3 |     | 3-0 | 3-2 |
| MAG | 1-1 | 3-4 |     | 5-1 |
| STG | 1-2 | 0-3 | 2-0 |     |

### Grupo 8
| Club            | G | E | P | GF | GC | Pts. |
| --------------- | - | - | - | -- | -- | ---- |
| Lyngby          | 6 | 0 | 0 | 16 | 3  | 12   |
| Maccabi Haifa   | 2 | 2 | 2 | 7  | 10 | 6    |
| Hapoel Tel Aviv | 1 | 2 | 3 | 9  | 12 | 4    |
| Grazer AK       | 1 | 0 | 5 | 3  | 10 | 2    |

|     | LYN | HAI | HTA | GAK |
| --- | --- | --- | --- | --- |
| LYN |     | 4-0 | 3-2 | 4-0 |
| HAI | 1-2 |     | 2-2 | 1-0 |
| HTA | 0-2 | 2-2 |     | 0-1 |
| GAK | 0-1 | 0-1 | 2-3 |     |

### Grupo 9
| Club            | G | E | P | GF | GC | Pts. |
| --------------- | - | - | - | -- | -- | ---- |
| Lech Poznań     | 2 | 4 | 0 | 11 | 4  | 6    |
| Linzer ASK      | 1 | 5 | 0 | 6  | 5  | 6    |
| OB              | 2 | 2 | 2 | 12 | 14 | 6    |
| Siófoki Bányász | 0 | 3 | 3 | 6  | 12 | 3    |

|     | LEC | LIN | OBO | SIO |
| --- | --- | --- | --- | --- |
| LEC |     | 0-0 | 1-1 | 4-1 |
| LIN | 1-1 |     | 2-1 | 1-1 |
| OBO | 1-5 | 2-2 |     | 5-4 |
| SIO | 0-0 | 0-0 | 0-2 |     |

### Grupo 10
| Club          | G | E | P | GF | GC | Pts. |
| ------------- | - | - | - | -- | -- | ---- |
| IFK Göteborg  | 4 | 0 | 2 | 13 | 7  | 8    |
| Vítkovice     | 3 | 1 | 2 | 9  | 12 | 7    |
| Sredets Sofia | 3 | 0 | 3 | 8  | 6  | 6    |
| Zürich        | 1 | 1 | 4 | 8  | 13 | 3    |

|     | GOT | VIT | SRE | ZUR |
| --- | --- | --- | --- | --- |
| GOT |     | 5-0 | 1-0 | 3-0 |
| VIT | 3-1 |     | 1-3 | 2-1 |
| SRE | 2-0 | 0-1 |     | 2-0 |
| ZUR | 2-3 | 2-2 | 3-1 |     |

### Grupo 11
| Club         | G | E | P | GF | GC | Pts. |
| ------------ | - | - | - | -- | -- | ---- |
| Slavia Praga | 4 | 2 | 0 | 11 | 2  | 10   |
| Sturm Graz   | 3 | 1 | 2 | 7  | 11 | 7    |
| Luzern       | 2 | 1 | 3 | 10 | 12 | 4    |
| Ferencváros  | 1 | 0 | 5 | 9  | 12 | 2    |

|     | SLA | STU | LUZ | FER |
| --- | --- | --- | --- | --- |
| SLA |     | 1-1 | 1-1 | 2-0 |
| STU | 0-3 |     | 3-2 | 1-5 |
| LUZ | 0-3 | 0-1 |     | 3-2 |
| FER | 0-1 | 0-1 | 2-4 |     |

### Grupo 12
| Club            | G | E | P | GF | GC | Pts. |
| --------------- | - | - | - | -- | -- | ---- |
| Carl Zeiss Jena | 4 | 1 | 1 | 10 | 3  | 9    |
| ÖIS             | 3 | 2 | 1 | 9  | 4  | 8    |
| RH Cheb         | 2 | 1 | 3 | 11 | 13 | 5    |
| Saarbrücken     | 1 | 0 | 5 | 8  | 18 | 2    |

|     | CZJ | ÖRG | RHC | SAA |
| --- | --- | --- | --- | --- |
| CZJ |     | 0-1 | 3-1 | 3-1 |
| ÖRG | 0-0 |     | 1-1 | 3-1 |
| RHC | 0-2 | 0-3 |     | 6-2 |
| SAA | 0-2 | 2-1 | 2-3 |     |